# 141

## Esdeveniments
- Sisè pas documentat del cometa de Halley pel seu periheli.

## Necrològiques
- Roma: Faustina Major, emperadriu romana, consort d'Antoní Pius.
- Alexandria: Èumenes, patriarca de la ciutat.